# Любоня (Лодзинське воєводство)
Любоня (пол. Lubonia) — село в Польщі, у гміні Ґрабиця Пйотрковського повіту Лодзинського воєводства.
Населення — 61 особа (2011).
У 1975—1998 роках село належало до Пйотрковського воєводства.

## Демографія
Демографічна структура станом на 31 березня 2011 року:
|          | Загалом | Допрацездатний вік | Працездатний вік | Постпрацездатний вік |
| -------- | ------- | ------------------ | ---------------- | -------------------- |
| Чоловіки | 32      | 5                  | 21               | 6                    |
| Жінки    | 29      | 7                  | 14               | 8                    |
| Разом    | 61      | 12                 | 35               | 14                   |